# Liste der Monuments historiques in La Trinité (Alpes-Maritimes)
Die Liste der Monuments historiques in La Trinité (Alpes-Maritimes) führt die Monuments historiques in der französischen Gemeinde La Trinité auf.

## Liste der Bauwerke
| Bezeichnung                   | Beschreibung              | Standort                          | Kennzeichnung | Schutzstatus   | Datum     | Bild           |
| ----------------------------- | ------------------------- | --------------------------------- | ------------- | -------------- | --------- | -------------- |
| Observatoire de Nice          |                           | (Lage)                            | PA00080971    | Classé Inscrit | 1994 1992 | weitere Bilder |
| Notre-Dame de Laghet          | Erbaut im 16. Jahrhundert | (Lage)                            | PA00080888    | Inscrit        | 1931      | weitere Bilder |
| Kirche La Très-Sainte-Trinité | Erbaut 1845               | Place Don-Jacques-Fighiéra (Lage) | PA06000025    | Inscrit        | 2004      |                |

## Liste der Objekte
Zum Verständnis siehe: Kirchenausstattung
- Monuments historiques (Objekte) in La Trinité (Alpes-Maritimes) in der Base Palissy des französischen Kultusministeriums